# Nikolaj Kipiani
Nikolaj Zurabovič Kipiani (in russo Николай Зурабович Кипиани?; Tbilisi, 25 gennaio 1997) è un calciatore russo, centrocampista svincolato.

## Caratteristiche tecniche
È un esterno sinistro.

## Carriera

### Club
Cresciuto nel settore giovanile della Lokomotiv Mosca, ha giocato dal 2016 al 2019 in Cipro collezionando 74 presenze in massima serie con le maglie di Ethnikos Achnas, Omonia ed Ermīs Aradippou. Dopo sei mesi passati in Georgia al Rustavi, nel luglio 2019 è stato acquistato dal Rubin.

### Nazionale
Ha giocato nelle nazionali giovanili russe Under-17 ed Under-19.

## Palmarès

### Club

#### Competizioni nazionali
- Pervenstvo Futbol'noj Nacional'noj Ligi: 1

Rotor: 2019-2020
- Coppa d'Armenia: 1

Ararat-Armenia: 2023-2024